# Hieracium bakeranum
Hieracium bakeranum es una especie de planta con flor del género Hieracium, de la familia Asteraceae, orden Asterales.

## Distribución
Hieracium bakeranum se distribuye por Inglaterra.

## Taxonomía
Fue descrita científicamente por Pugsl. Fue publicada en J. Linn. Soc., Bot. Lond., Bot. 54: 286.